# Heterozygoot
Een diploïde organisme is heterozygoot voor een bepaalde eigenschap, als het twee verschillende vormen (allelen) van een gen heeft. Dit betekent dat het voor een bepaalde eigenschap die zich op een bepaalde plaats (locus) op de chromosomen bevindt, twee verschillende exemplaren heeft.

## Kruisingen
Hieronder gaat het om heterozygoten met een dominant (A) en een recessief (a, a1 of a2) gen.

### Tussen heterozygoten
- Ouders fenotypisch en genotypisch gelijk: Aa x Aa
- Geslachtscellen: A/a x A/a
- Nageslacht: 25% AA, 50% Aa, 25% aa

| Vierkant van Punnett | Vierkant van Punnett | Vierkant van Punnett | Vierkant van Punnett |
| -------------------- | -------------------- | -------------------- | -------------------- |
| Ouders:              | →                    | Aa2                  | Aa2                  |
| ↓                    | mogelijke gameten    | A                    | a2                   |
| Aa1                  | A                    | A                    | Aa2                  |
| Aa1                  | a1                   | Aa1                  | a1a2                 |

Als twee heterozygote organismen zich samen voortplanten, geven zij een van de twee allelen apart door zodat er verschillende combinaties voor hun nageslacht mogelijk zijn: er kunnen dan zowel homozygote als heterozygote nakomelingen ontstaan.
Als de ouders fenotypisch gelijke zijn, maar genotypisch ongelijk en heterozygoot:
- Ouders: Aa1 x Aa2
- Geslachtscellen: A/a1 x A/a2
- Nageslacht: 25% AA, 25% Aa1, 25% Aa2, 25% a1a2

### Tussen homozygoot en heterozygoot
Homozygoot dominant:
- Ouders: AA en Aa
- Geslachtscellen: A/A x A/a
- Nageslacht: 50% AA en 50% Aa

Homozygoot recessief:
- Ouders: Aa en aa
- Geslachtscellen: A/a en a/a
- Nageslacht: 50% Aa en 50% aa

De heterozygote ouder geeft via zijn gameten in gelijke mate telkens een van de twee allelen door. Daardoor ontstaan er evenveel homozygote als heterozygote nakomelingen.